# Chionieten
De Chionieten waren een Centraal-Aziatische groep nomadenvolkeren uit de late oudheid. De naam is waarschijnlijk uit het Middelperzische woord Xiyon ("Hun") afgeleid.
Deze eerste groep van "Hunnen" verschijnen in de eerste helft van de 4e eeuw in het voormalige Kushana, ongeveer een generatie vóór de komst van de Europese Hunnen, die in 375 de Wolga overschreden. De Chionieten waren met dezen waarschijnlijk niet direct verwant. De etnische samenstelling van de drie "Hun" groepen, die tussen de 4e en 6e eeuw opeenvolgend aan de noordoostelijke grens van het Sassanidenrijk verschenen (Chionieten, Kidarieten, Hephthalieten), is nog steeds onduidelijk.
In recent onderzoek wordt meestal aangenomen dat de dynastie der Kidarieten uit de "Hun" indringers voortkwam, dat wil zeggen uit de Chionieten, waarbij de benaming "Hunnen" niet noodzakelijkerwijs als een etnische term opgevat moet worden. Sommige onderzoekers gaan ervan uit dat zich bij deze "Hunnen" delen van de Xiongnu bevonden, die uit Oost-Azië naar het Westen getrokken waren, maar deze hypothese is controversieel.
De Romeinse geschiedschrijver Ammianus Marcellinus noemt de Chionieten (Chionitae) tijdens de Sassanidenkoning Shapur II (r. 309-379). In het jaar 350 vielen de nomaden, in het bijzonder de Chionieten, Shapur II aan. In verschillende campagnes kon Shapur de noordoostelijke grens van zijn rijk zekerstellen, maar de Chionieten werden met enige zekerheid de nieuwe meesters van Bactrië en de stad Balch.
Koning Grumbates van de Chionieten accepteerde de suprematie van Shapur, en was aanwezig bij het beleg van de Romeinse vesting van Amida in 359. Volgens Ammianus Marcellinus verbrandden de Chionieten bij het beleg van Amida hun doden, tot verbazing van de Perzen.
De latere geschiedenis van de Chionieten is onduidelijk. Ze werden blijkbaar aan het eind van de 4e eeuw vervangen door de Kidarieten, die op hun beurt door de Hephthalieten opgevolgd werden, maar de bronnen blijven duister.